# محاصره کوبانی
محاصره کوبانی توسط داعش در تاریخ ۱۶ سپتامبر ۲۰۱۴ به منظور تصرف شهر کوبانی در شمال سوریه آغاز شد. تا ۲ اکتبر این گروه موفق به تصرف ۳۵۰ روستای کردنشین منطقه شده‌بود. حملات این گروه باعث فرار بیش از ۲۰۰هزار نفر از مردم منطقه به ترکیه که در فاصله ۲ کیلومتری این شهر قرار گرفته شد. فرماندهی نیروهای داعشی را در این نبردها ابوخطاب الکردی که از کردهای حلبچه است بر عهده داشت.
با شروع حمله به حومهٔ کوبانی در سال ۲۰۱۴ سیصد هزار نفر از مردم کرد به آنسوی مرز ترکیه فرار کردند این تعداد در سال ۲۰۱۵ به چهارصد هزار نفر رسید.
محاصرهٔ کوبانی موجب شد تا آمریکا و نیروهای متحد عرب و ارتش آزاد سوریه وارد عمل شده و به همراه ارتش آزاد سوریه اقدام به حملات هوایی و بازپس‌گیری کوبانی نمایند.
این عملیات در ۲۶ ژانویهٔ ۲۰۱۵ آغاز شد.
طی آن صدها تن از نیروهای داعش کشته شدند.این امر باعث شد که ورق جنگ برگردد و نیروهای  ی‌پ‌ژ به آرامی مناطق اشغال شده توسط داعش را بازپس گیرند. شروع این حملات به عنوان نقطهٔ عطفی بر پایان برتریهای داعش در جنگ مورد اشاره قرار گرفته‌است.
در جریان بمباران ائتلاف، یک جنگنده آمریکایی به اشتباه نیروهای یگان مدافع خلق را بمباران کرد، سخنگوی یگان‌های مدافع خلق آمار دقیقی را از تلفات و آسیب‌های احتمالی ارائه نداد اما از کشته شدن ۶ سرباز و یک غیرنظامی سخن گفت. در تاریخ ۱۵ اکتبر ائتلاف و نیروهای کرد اعلام کردند حملات هوایی دقیق‌تر شده‌است زیرا کردها مختصات جغرافیایی نیروهای داعشی را در اختیار نیروهای بین‌المللی قرار می‌دهند.

## شرح نبرد

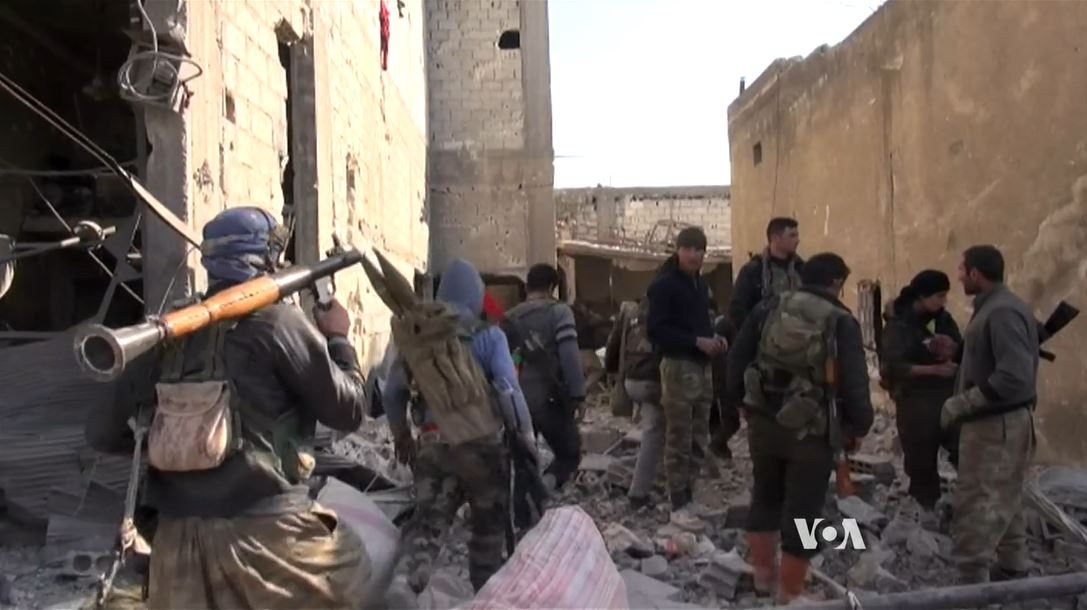
در طول نبرد کوبانی، حدود اواخر ژانویه یا اوایل فوریه 2015.این عکس وضعیت حاکم بر انجارا نشان می دهد

در ۲۷ سپتامبر، جنگنده‌های آمریکا روستای علیشر را در ۴ کیلومتری کوبانی که توسط داعش به عنوان مرکز فرماندهی عملیات استفاده می‌شد بمباران کردند. به علت امتناع ائتلاف از بمباران خط مقدم داعش، آن‌ها همچنان قادر بودند که شهر را گلوله‌باران کرده و تعدادی از ساکنین را مجروح کنند. کم بودن عملیات‌ها برای جلوگیری از اعتراض ترکیه که مخالف سرسخت کمک به کردها بود انجام می‌شد. در ۲۸ سپتامبر، ۱٬۵۰۰جنگجوی کرد از ترکیه روانه کوبانی شدند. روز بعد داعش به ۵ کیلومتری جنوب کوبانی رسید درحالی که دومین روی بود که کوبانی توسط داعش به‌طور ثابت بمباران می‌شد. روز بعد داعش به ۲تا۳ کیلومتری شرق کوبانی رسید در نبرد آن روز ۲ تانک داعش به دست کردها نابود شد اما داعش موفق به تصرف ۲ روستای سیفتک و کازیکان شد. داعش از روستای سیفتک برای بمباران شهر کوبانی استفاده می‌کرد.

ورود داعش به شهر کوبانی

در یکم اکتبر نیروهای داعش با عقب راندن کردها از جنوب و غرب کوبانی موفق به تصرف یکی از آخرین روستاهای باقی مانده شدند و به یک کیلومتری شهر رسیدند. بابراین کردها خانه‌های خودرا سنگربندی کردند تا آمادهٔ نبرد شهری و خانه به خانه شوند. در غروب همان روز به علت تداوم حملات داعش و کمبود مهمات نیروهای کرد، داعشی‌ها موفق به ورود به حومهٔ شهر شدند. با ورود داعشی‌ها به حومهٔ کوبانی، آن‌ها مشغول به قتل، شکنجه، تجاوز جنسی و قطع عضو ساکنین کردند. آن‌ها همچنین جنگجویان اسیر کرد شامل مرد و زن را سر بریدند.
در دوم اکتبر، داعش ۳۵۰ روستا از مجموع ۳۵۴ روستای اطراف کوبانی را در اختیار داشت. همچنین آن‌ها فقط چندصد متر از جنوب و جنوب شرق تا شهر فاصله داشتند. در تبادل آتش سنگین آتش ۵۷ داعشی در شرق و ۹ داعشی از جمله یک فرمانده عراقی این گروه در جبههٔ جنوب شرقی به هلاکت رسیدند.
روز بعد نیروهای داعش کنترل شرق و جنوب شرق کوبانی را در اختیار داشتند. آن‌ها همچنین یک تپه و ایستگاه رادیویی مشرف به شهر را تحت کنترل درآوردند. یک جنگجوی کرد گزارش کرد که داعشی‌ها به جنوب غرب کوبانی هم رسیده و درآنجا نبرد در جریان است.

در۵ اکتبر داعش بخش شرقی تپه میستنور را تصرف کرد. با تصرف کامل این تپه، دسترسی آسان به شهر کوبانی برای داعش امکان‌پذیر بود. یکی از زنان مبارز کرد به نام دیلار کنج خمیس با کد سازمانی آرین میرکان در یک عملیات انتحاری در یکی از مراکز ازمانی داعش در این تپه موفق به کشتن ۱۰ داعشی شد باتصرف کامل تپه به دست داعش، نیروهای داعش روانه کوبانی شدند و جنگ شهری آغاز شد. جنگجویان داعش توسط تک تیراندازها، مسلسل‌های سنگین و آتش توپخانه‌ای پشتیبانی می‌شدند.

در ششم اکتبر داعش فقط موفق به ۱۰۰متر پیشروی در کوبانی شد و پرچم خودرا بالای یک ساختمان چهارطبقه بالا برد. باگذشت زمان تعداد جنگجویان داعشی در کوبانی به ۹٬۰۰۰ نفر رسید. داعشی‌ها شروع به ادامه پیشروی کردند اما در خیابان۴۸ درکمین نیروهای کرد، حداقل ۲۰ داعشی به هلاکت رسیدند. اما داعشی‌ها موفق به تصرف سه منطقه ازجمله منطقه صنعتی کوبانی شدند.

صبح روز هفتم اکتبر، نیروهای کرد موفق به بیرون راندن داعشی‌ها از بیشتر مناطقی که شب گذشته به کنترل داعش درآمد شدند. اگرچه داعش‌ها کنترل چند ساختمان در جنوب و غرب کوبانی از جمله بیمارستان در حال ساخت این شهر شدند. کردها با پشتیبانی هوایی آمریکا موفق به نابودی یک تانک و ۳خودرو نظامی و آسیب به یک تانک دیگر داعش شدند. همچنین ضدهوایی داعش هم آسیب دید.
در هشتم اکتبر سربازان کرد به دنبال حملات آمریکا، داعشی‌ها را از بخش‌هایی از شهر بیرون راندند. یکی از حملات یک مرکز آموزشی داعش را هدف قرار داد و هدف دیگر تجمع داعشی‌ها در نزدیکی یک مسجد در شرق شهر. اما خیلی زود داعشی‌ها با رسیدن نیروهای کمکی حملهٔ مجددی ترتیب دادند و ۵۰تا۷۰ متر در غرب منطقه صنعتی و صد متر در مرکز شهر پیشروی کردند.

در نهم اکتبر داعشی‌ها بیش از یک سوم شهر شامل همهٔ مناطق شرقی، منطقه کوچکی در شمال و یک ناحیه در جنوب شرق را در اختیار داشتند. داعشی‌ها همچنین مرکز پلیس کوبانی را که شب گذشته با یک کامیون انتحاری هدف قرار داده بودند را تصرف کردند و درگیری‌ها در این منطقه موجب کشته شدن یک فرمانده کرد بلند مرتبه پلیس شد. آن مرکز پلیس توسط هواپیماهای ائتلاف نابود شد. نیروهای داعش برای جلوگیری از دیده شدن توسط هواپیماهای ائتلاف، اقدام به آتش‌سوزی بالای تپه کردند. در این هنگام نیروهای کرد و ارتش آزاد سوریه درجبهه شرقی شهر، عملیاتی را ضد یک مرکز آموزشی داعش انجام دادند که تلفات سنگینی بر نیروهای داعش وارد آمد. نیروهای کرد همچنین موفق به محاصره ایستگاه پلیس شهر کرده و ۱۱ داعشی را کشته ۴ داعشی را به اسارت گرفتند. کردها با کمبود مهمات مواجه سده بودند.

در دهم اکتبر، شبه نظامیان داعش به مرکز شهر رخنه کرده و ستاد نظامی یگان‌های مدافع خلق را تصرف کردند.
در یازدهم اکتبر نیروهای داعش حمله تازه‌ای برای تصرف تمام مرکز شهر انجام دادند اما با مقاومت نیروهای کرد ناتمام ماند. با این حال داعش تقریباً بر نیمی از شهر مسلط بود. با ناکامی داعش در این حمله، نیروهای داعش به دو جبهه شرقی و غربی متمرکز شدند.

در دوازدهم اکتبر موج جدیدی از نیروهای کمکی داعش روانه شهرشد تا به جبران تلفات سنگین روزهای قبل بیاید. داعش موفق به تسخیر منابع آب در کوبانی شد و نیروهای کردهم موفق به بازپس‌گیری روستای تل شعیر در غرب شهر شدند.

در سیزدهم اکتبر نیروهای داعش سه حمله انتحاری علیه مواضع نیروهای کرد انجام دادند:

اولین حمله در شمال شهر رخ داد و کامیون انتحاری موفق به بازکردن راهی برای داعشی‌ها برای تسخیر مرکز فرهنگی شهر شد. این حمله باعث تسلط داعش بر نیمی از شهر شد.

حمله دوم در نزدیکی منطقه مرزی در شمال رخ داد اما نیروهای کرد موفق به ناکام گذاشتن حمله کردند و کامیون حامل بمب را قبل از رسیدن به هدف نابود کردند.

حمله سوم به نیروهای کرد در غرب شهر بود اما این حمله نیز ناکام ماند و نیروهای کرد موفق به تصرف مناطقی در غرب و جنوب شدند.

از ۱۳ تا ۱۵ اکتبر جنگنده‌های ائتلاف به رهبری آمریکا ۳۱ حمله ضد مواضع داعش انجام دادند که ۲۱ حمله در شب ۱۳ اکتبر انجام گرفت و این حملات به نیروهای کرد اجازه داد تا برای بازپس‌گیری شهر برنامه‌ریزی کنند. در این حملات هوایی ۳۹ عضو داعش کشته شدند. فرماندهان کرد اذعان کردند که حملات هوایی مؤثر تر شدند زیرا کردها قبل از انجام حمله، با آمریکا هماهنگ کردهو آمریکا مواضع داعش را هدف قرار می‌دهد. تعداد حملات هوایی تا ۱۷ اکتبر به ۵۳ حمله رسید.

در ۱۵ اکتبر کردها اعلام کردند که کنترل ۸۰ درصد شهر را به دست گرفتند. که امکان آن وجود دارد که به زودی کنترل کامل شهر را نیز بازپس گیرند. با این حال آمریکا اعلام کردکه اگرچه حملات به داعش موجب کشته شدن صدها عضو این گروه شده ولی بازهم خطر سقوط شهر به دست جهادی‌ها وجود دارد.

در هفدهم اکتبر رسانه‌ها اعلام کردند که کنترل بیشتر شهر در اختیار کردهاست و داعشی‌ها در دو محله به مقاومت ادامه می‌دهند.

در ۱۸ اکتبر داعش با کمک نیروهای کمکی تازه، حمله جدیدی را در جبهه شرقی آغاز نمود و موفق به کنترل قسمت‌های در شرق جنوب شرقی شد. داعش همچنین اقدام به بمباران وسیع شهر با ۴۱ توپ جنگی کرد.
در نوزدهم اکتبر حملات داعش در جبهه غربی ادامه داشت و نیروهای کرد کنترل دو منطقه دیگر را به دست گرفتند. آمریکا در کمک به کردها ۶ حمله هوایی ترتیب داد. آمریکا همچنین ۲۷ بسته که روی هم رفته شامل ۲۴ تن مهمات و تسلیحات سبک بود برای کردها به صورت هوایی ارسال کرد که یکی از آن‌ها به دست داعش رسید. اقلیم کردستان هم ۱۰ تن مواد دارویی به کوبانی ارسال کرد.ستاد فرماندهی مرکزی ایالات متحده آمریکا اعلام کرد که این شیوه کمک هوایی موجب ادامه مقاومت در کوبانی می‌شود.

در ۲۰ اکتبر دو خودرو انتحاری داعش مواضع کردها را در شمال کوبانی هدف قرار داد. یک روز بعد یعنی بیست و یکم، داعش ویدئویی منتشر کرد که نشان می‌داد این گروه به یکی دیگر از بسته‌های تسلیحات کمکی آمریکا دسترسی پیدا کرده. این بسته حاوی مهمات، نارنجک و راکت آرپی جی است.

در ۲۲ اکتبر نیروهای داعش تپه تل شعیر را دوباره تصرف کردند اما جنگنده‌های ائتلاف این تپه را در بعدازظهر هدف قرار دادند و نیروهای کرد همان شب این تپه را بازپس گرفتند. سقوط تپه بر اثر حمله‌ای بود که داعشی‌ها شب گذشته انجام داده بودند.
گزارش‌هایی از کوبانی مبنی بر استفاده داعش از تسلیحات نامعلوم شیمیایی مخابره شد.

در ۲۶ اکتبر داعشی‌ها برای چهارمین بار موفق نشدند کنترل مرز با ترکیه را به دست بگیرند. فردای آن روز داعش ویدئویی منتشر کرد که در آن یک خبرنگار اسیر انگلیسی ادعا می‌کند بیشتر شهر تحت تسلط داعش است و فقط در برخی مناطق مقاومت‌هایی توسط کردها صورت می‌گیرد. او همچنین ادعا کردکه جنگ در کوبانی تقریباً تمام شده و داعش در حال پاک‌سازی کامل شهر هستند. در ادامه فیلمی پخش شد که گفته شده توسط پهپاد داعش گرفته شده. البته تحلیل گرها فیلم را پروپاگاندای داعش قلمداد کردند. ۲۰۰پیشمرگه کردهم خودرا از اقلیم کردستان به کوبانی رساندند.

در۲۸اکتبر هم پنجمین تلاش داعش برای تصرف مرز ناتمام ماند.

## ورود نیروهای کمکی پیشمرگه و ارتش آزاد
در ۲۹ اکتبر پنجاه شبه نظامی ارتش آزاد سوریه از مرز ترکیه وارد کوبانی شدند. دو روز بعد، بیش از ۲۰ خودروی نظامی پیشمرگه‌های اقلیم کردستان، از راه تپه تل شعیر در غرب شهر، خودرا به کوبانی رساندند. تعداد پیشمرگه‌ها حدود ۱۵۰ نفر بود که همراه خود تسلیحات سنگین و مهمات به همراه داشتند. ورود این پیشمرگه‌ها اولین باری بود که ترکیه اجازه استفاده از مرزش را برای نیروهای اقلیم کردستان می‌داد.
در یکم نوامبر کردها موفق به تصرف مسجد الحج راشد شدند. یک روز بعد ابوجبار اکادا، از فرماندهان ارتش آزاد اعلام کرد ۳۲۰ جنگجوی این گروه در کوبانی حضور دارند. وی همچنین اذعان کرد حدود۶۰ درصد شهر تحت کنترل داعش است. در روزهای بعد کردها اعلام کردند که چند روستا را از کنترل داعش خارج ساختند.

در پنجم نوامبر چندین کامیون مهمات از طرف اقلیم کردستان و از طریق ترکیه به‌طور مخفیانه وارد کوبانی شد. مدافعان شهر اعلام کردند از زمانی که پیشمرگه‌ها به کوبانی آمدند، چندین حمله داعش ناموفق مانده و صدها نفر از داعشی‌ها کشته شدند.

## بازپس‌گیری مناطق اشغال شده
در هشتم نوامبر نیروهای کرد دو منطقه الحاج راشد و البلدیه در حومه شهر را پاک‌سازی کردند. دوروز بعد داعش تعداد زیادی از نیروهایش را در سایر نقاط حلب به سوی کوبانی فراخواند. اما این نیروها در جنگ تلفات سنگینی متحمل شدند.

در یازدهم نوامبر نیروهای کرد تعداد زیادی از خیابان‌ها و ساختمان‌ها را در جنوب شهر از داعشی‌ها پاک‌سازی کردند. یک فرمانده داعش اعلام کرد که نیروهای داعش در شوک هستند و علت آن مقاومت شدید کردهاست درحالی که داعشی‌ها تصور می‌کردند به زودی کل شهر را تصرف می‌کنند. روز بعد کردها یک جاده مهم ارتباطی که داعشی‌ها از آن برای انتقال تجهیزات از پایتختشان رقه به کوبانی استفاده می‌کردند را پاکسازی کردند.

## ایفای نقش ترکیه
دولت ترکیه از ابتدای درگیری‌های کوبانی تحت فشار شدید بین‌المللی به جهت دخالت و مقابله با کردها و پشتیبانی از داعش قرار داشت اما از این موضوع سرباز زد. دولت ترکیه دلیل این موضوع را نگرانی از قدرت گرفتن کردها که در کشمکشی طولانی با دولت مرکزی ترکیه قرار داشتند اعلام کرد. رجب طیب اردوغان، نخست‌وزیر ترکیه یگان‌های مدافع خلق را همچون پ‌ک‌ک گروهی تروریستی خواند و انتظارات جامعه محلی و بین‌المللی پیرامون کمک به این گروه‌ها را نابجا دانست. در تاریخ ۲۰ اکتبر وزیر امور خارجه ترکیه اعلام کرد این کشور به جنگجویان کرد شمال عراق اجازه خواهد داد برای پیوستن به مدافعان کوبانی از مرز این کشور عبور کنند اما تأکید کرد که کردهای ترکیه، اعضای پ‌ک ک و همچنین یگان‌های مدافع خلق اجازه عبور نخواهند داشت.

## واکنش‌ها
- اتحادیه میهنی کردستان (PUK) در سپتامبر ۲۰۱۴ با انتشار بیانیه‌ای از سه کشور ایران، عراق و ترکیه خواست تا به مدافعان کوبانی کمک نمایند.
حسن فیروزآبادی، رئیس ستاد کل نیروهای مسلح جمهوری اسلامی ایران در پی قتل‌عام مردم کوبانی اظهار نگرانی کرد و آن را فاجعه‌ای جنایت‌بار برای بشریت توصیف نمود.
نمایندگان مجلس مناطق کردنشین نیز چون بوکان، جوانرود و اورامانات و استان کردستان این حملات محکوم کردند.
از ایران نیز داوطلبانی برای دفاع از شهروندان کرد راهی کوبانی شدند.